# Mühlenteich (Siezbüttel)
Der Mühlenteich östlich von Siezbüttel ist ein früher als Mühlenteich genutztes Gewässer. Er wird von der Mühlenau durchflossen, die in die Bekau mündet. Am Ostufer des Teiches befindet sich das Luisenbad von Schenefeld. Die Badestelle ist neben dem Lohmühlenteich in Hohenlockstedt und der Großen Tonkuhle in Itzehoe eine von drei an Stillgewässern gelegenen Badestellen im Kreis Steinburg, deren Badegewässer aufgrund von EU-Vorgaben kontinuierlich auf die Gewässerqualität hin untersucht wird (siehe Weblink).

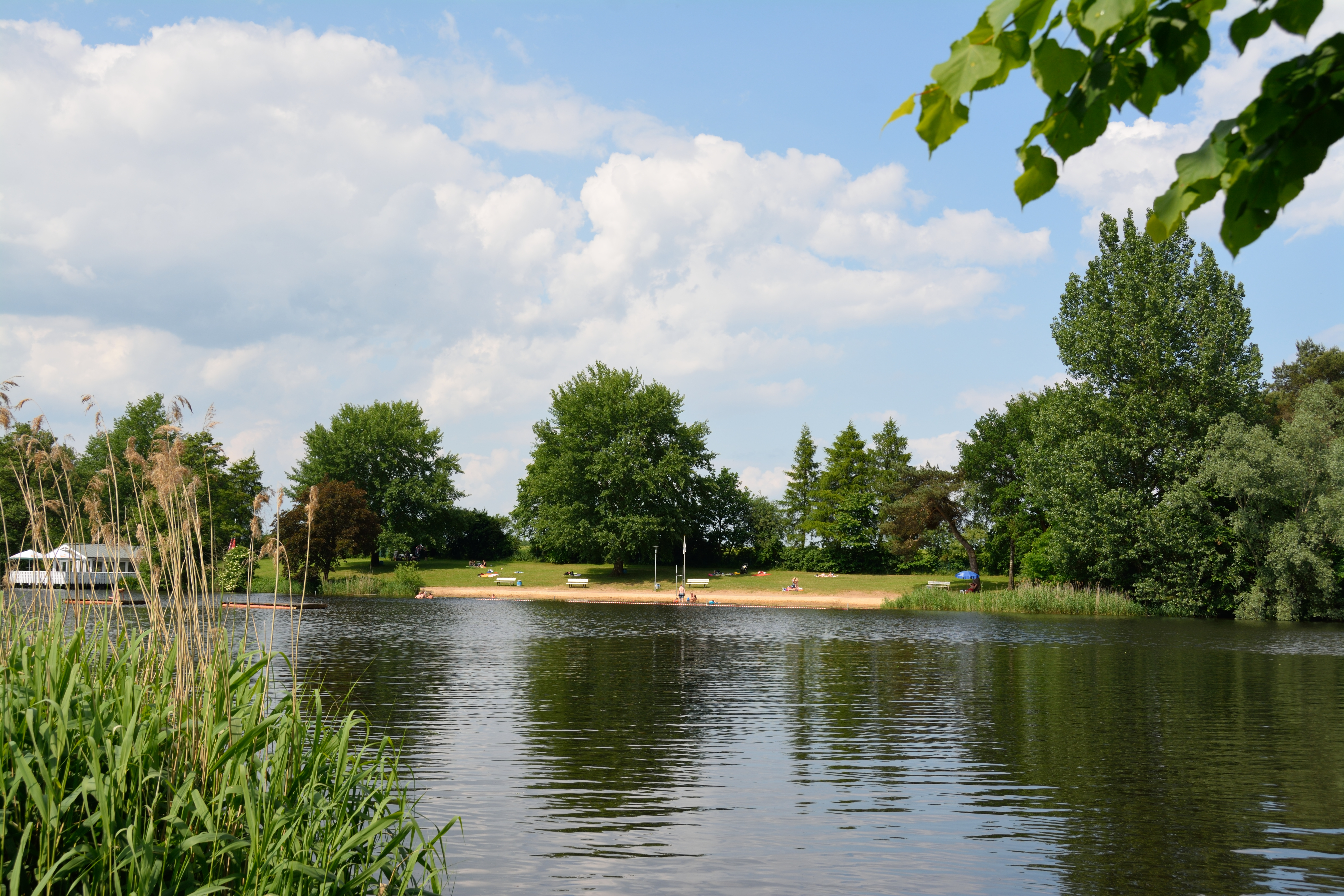
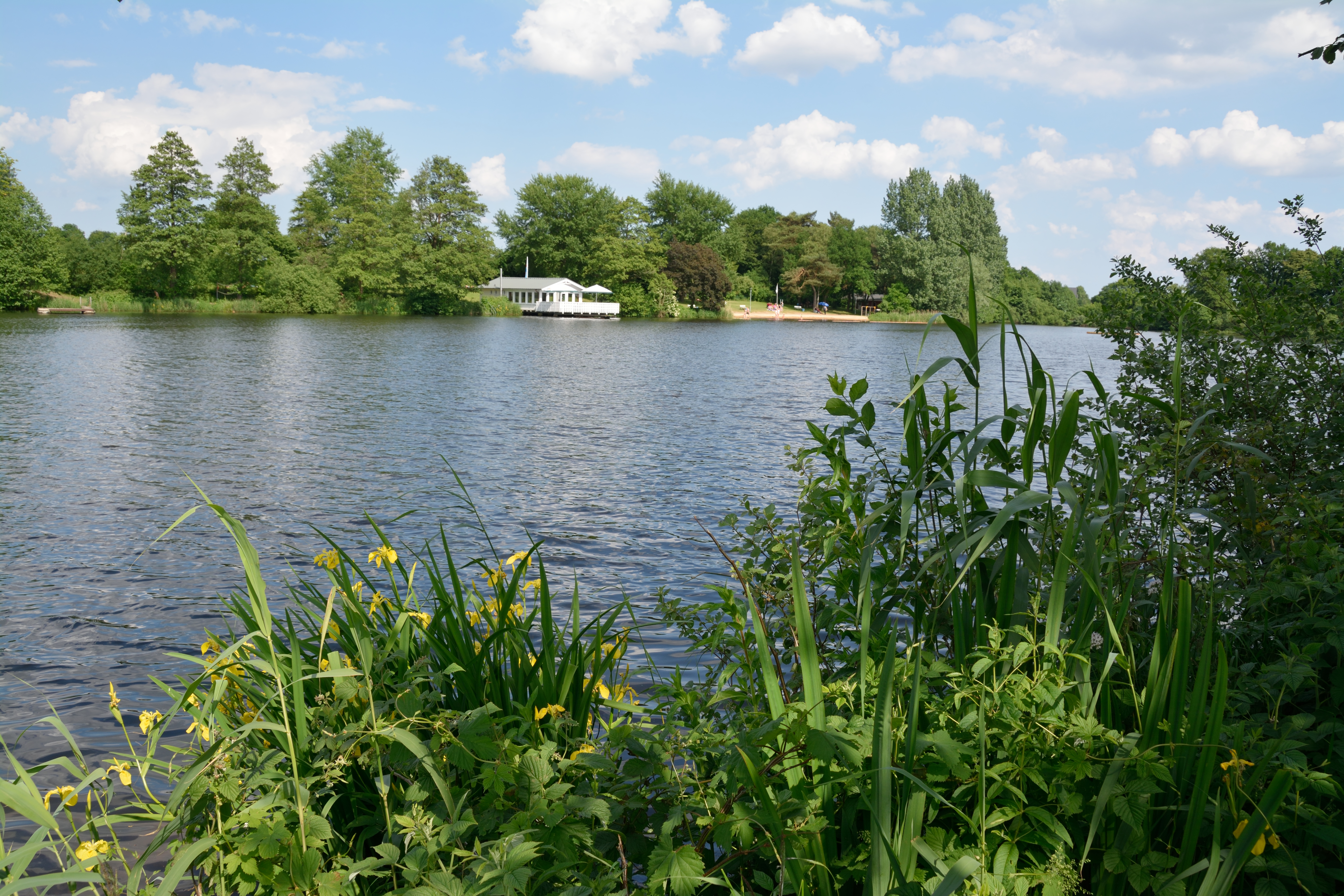
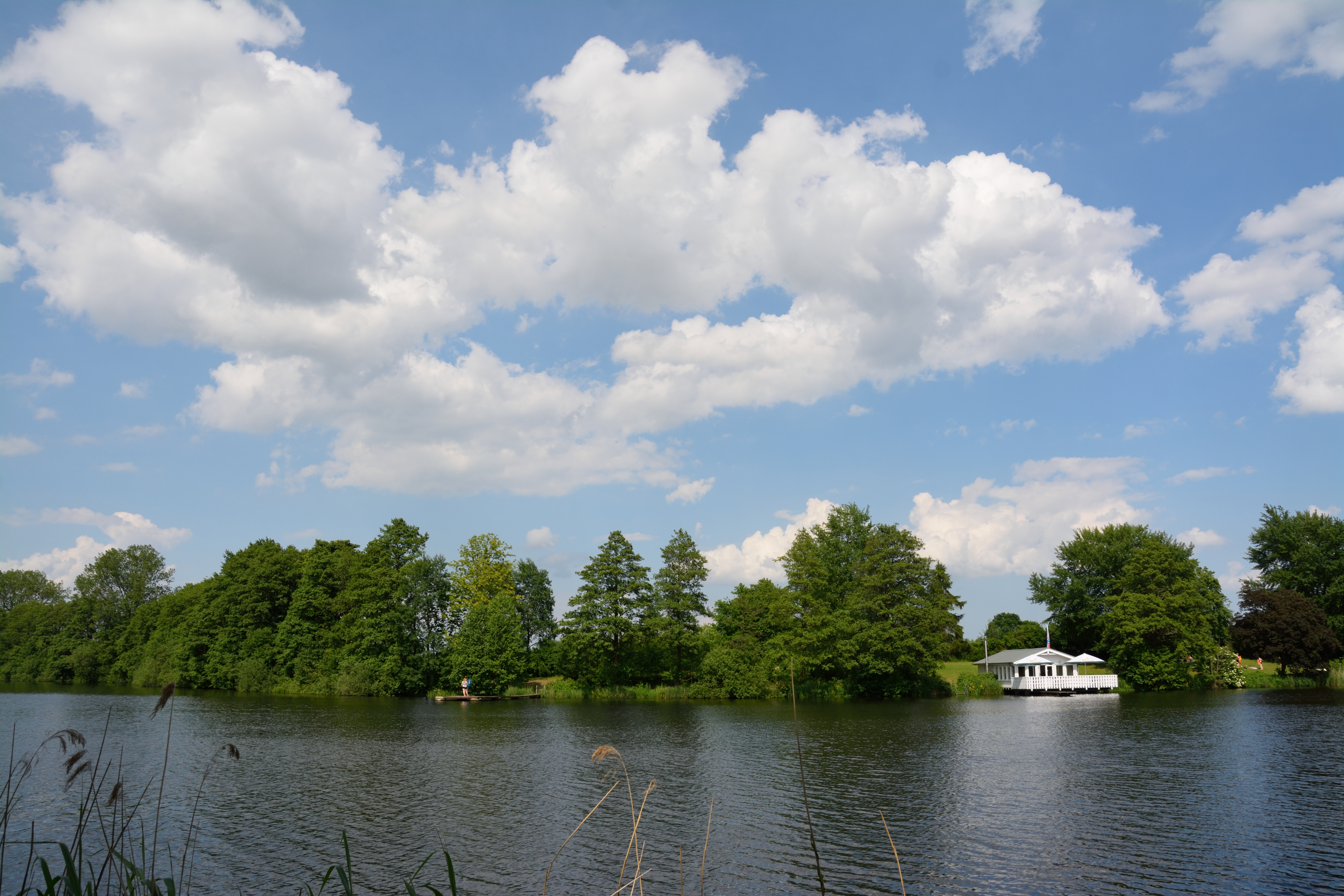